# Groupe Mimran
Le groupe Mimran est un groupe industriel agroalimentaire suisse, fondé[Quand ?] par le Français Jacques Mimran (1913-1975). Il est dirigé depuis 1975 par son fils Jean-Claude Mimran et ses deux frères, Robert et Patrick, milliardaires français résidents en Suisse.

## Historique
Jacques Mimran, fondateur français de confession juive, du groupe, naît le 23 janvier 1913 à Saïda, en Algérie. Il fait fortune dans l'exploitation forestière en Côte d'Ivoire et à Madagascar, dirige plusieurs minoteries au Maroc, puis fonde des grands moulins dans les années 1960 en Afrique noire, à Abidjan puis à Dakar.

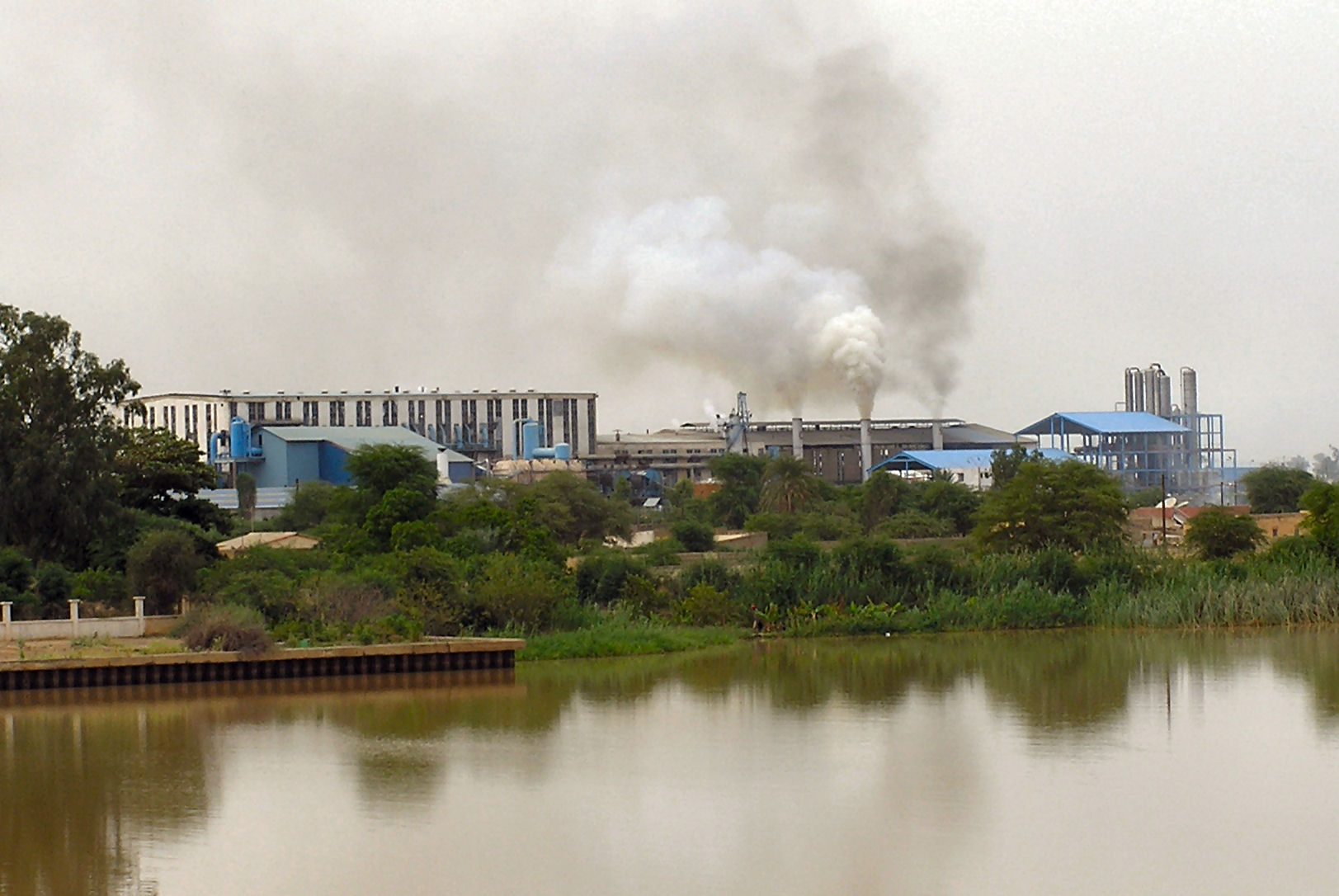
Compagnie sucrière sénégalaise de Richard-Toll, au Sénégal.

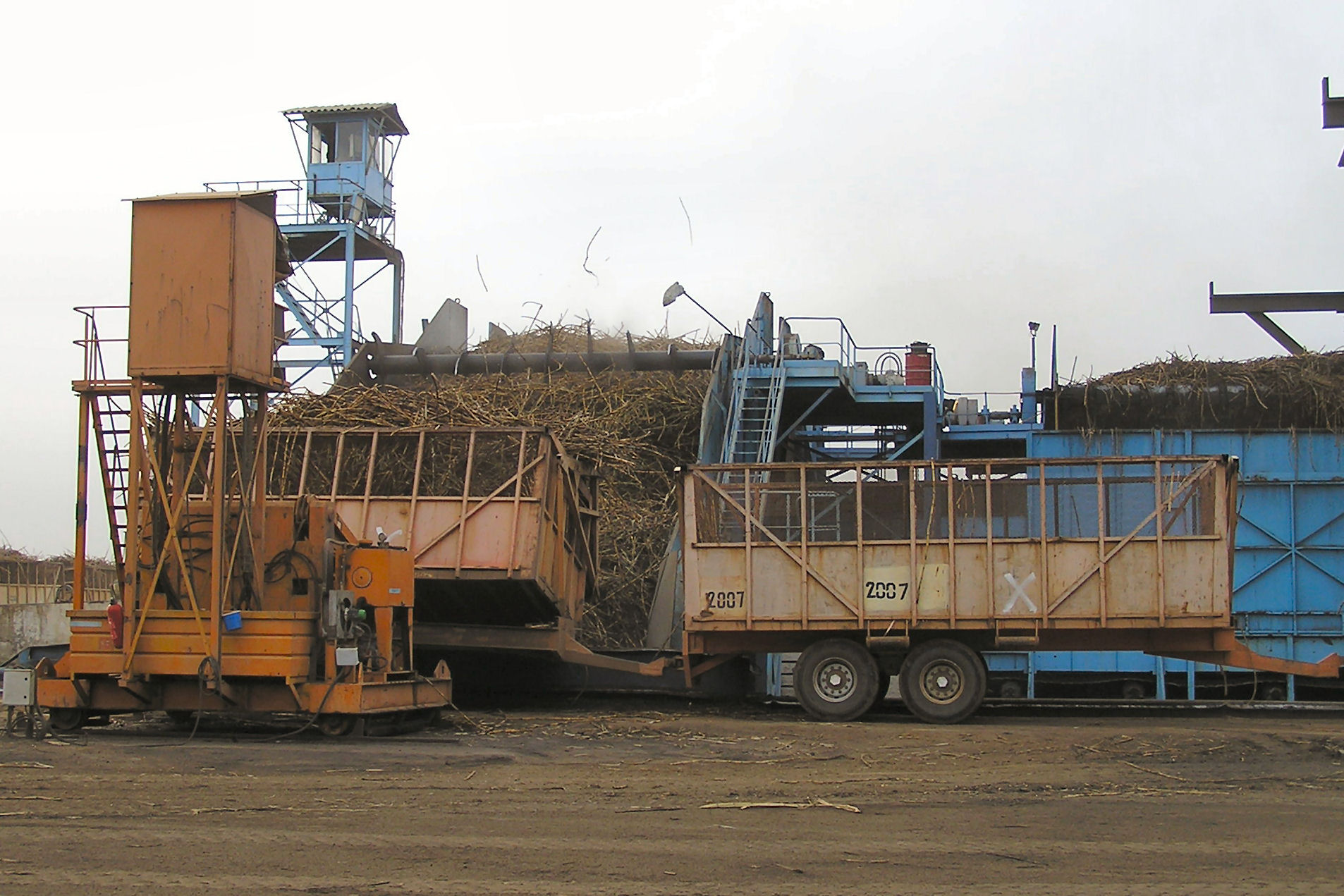
Une autre vue de la sucrerie de Richard-Toll

Fort de son succès économique, le groupe se diversifie au début des années 1970. Jacques Mimran investit dans 10 000 hectares de terres arides à Richard-Toll au nord du Sénégal, aux abords du lac de Guiers et du fleuve Sénégal. Il fait irriguer les terres et fonde la Compagnie sucrière sénégalaise (CSS) pour y produire un million de tonnes de canne à sucre annuel, avec près de 6 000 employés (second employeur du Sénégal, après l’État en 2010) pour une production annuelle de 100 000 à 150 000 tonnes de sucre. En 2007 le groupe achète une distillerie de production d’éthanol à base de sucre.
En 1975, à la disparition de Jacques, surnommé « le roi du sucre » au Sénégal (mort à Dakar en mai), son fils Jean-Claude Mimran hérite et dirige le groupe industriel familial avec ses deux frères depuis Berne et Gstaad. En 2015, la fortune de Jean-Claude Mimran et sa famille était estimée par l'hebdomadaire économique Challenges à 1,4 milliard d'euros, ce qui le plaçait en 48e position des fortunes françaises.
Jean-Claude Mimran et ses frères, d’origine juive algérienne par leur père et corse par leur mère, n'ont pas souhaité habiter en France, se sentant « assez éloignés de la mentalité française ».
En 2018, les Grands moulins de Dakar et les Grands Moulins d'Abidjan sont vendus à l'américain Seaboard Corporation via Seaboard Overseas & Trading Group (SOTG).

## Activité / production annuelle[1]
- Effectifs : environ 6 700 employés
- Négoce de céréales
  - Blé : 530 000 tonnes[Quand ?]
- Compagnie sucrière sénégalaise, plus gros employeur privé du Sénégal :
  - Sucre : 100 000 à 150 000 tonnes
  - Bioéthanol : 8 millions de litres
- Minoterie : Grands Moulins du Tchad :
  - Farine : 600 000 tonnes[Quand ?]
  - Aliments pour bétail : 110 000 tonnes
- Distillerie de boisson alcoolisée
- Import-export de matière première
- Transport maritime
- Finance :
  - Ancien actionnaire de la Compagnie bancaire de l'Afrique occidentale (ex-Banque du Sénégal)
- Immobilier, hôtellerie (Alpina Gstaad ...)
- Énergie :
  - Centrale thermique au gaz naturel de 380 MW de Jacqueville (50 km d'Abidjan) en Côte d'Ivoire
- Automobile :
  - Propriétaire de la marque italienne Lamborghini de 1981 à 1987
- Filiales monégasques : Eurafrique, Sometra[9].

## Autre
L'école française Jacques Mimran de Richard-Toll au Sénégal porte le nom du fondateur.